# 산타페 연구소

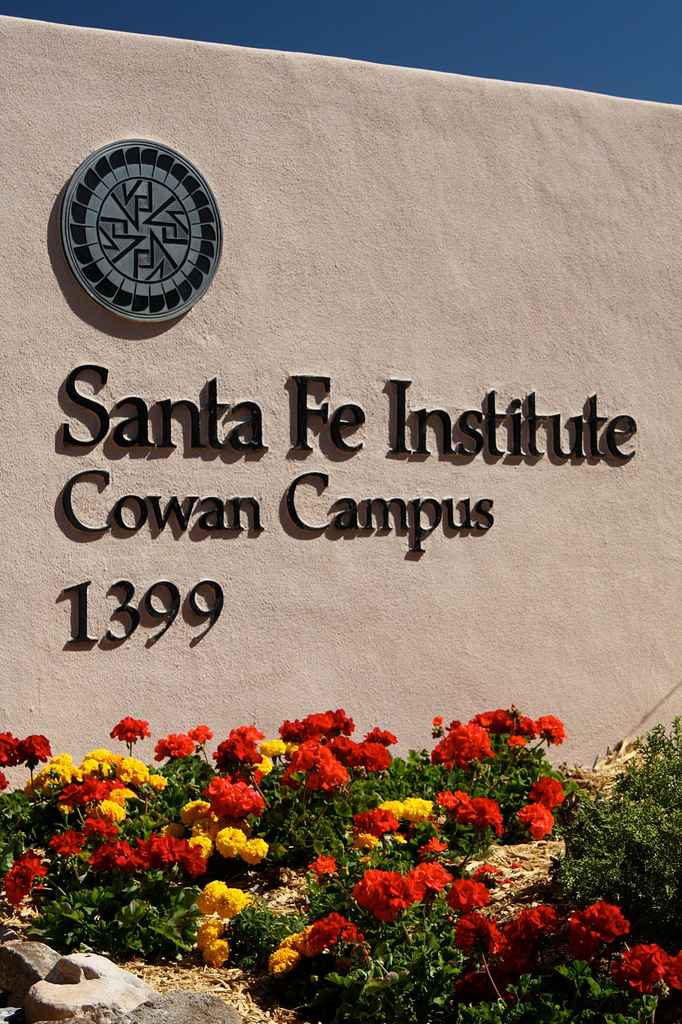

산타페 연구소(영어: Santa Fe Institute, SFI)는 복잡계 분야 연구를 위해 1984년 설립된 연구소로, 미국 뉴멕시코주 산타페에 위치하고 있다.

## 같이 보기
- 막스 플랑크 진화인류학 연구소